# Arte (manga)
Arte (アルテ Arute?) es una serie de manga escrita e ilustrada por Kei Ohkubo. Ha sido serializada en la revista mensual Comic Zenon de Tokuma Shoten desde 25 de octubre de 2013 al 25 de abril de 2025 y recopilada en veintiuno volúmenes tankōbon a agosto de 2025.
Una adaptación a serie de anime producida por el estudio Seven Arcs se emitió entre el 4 abril y 20 de junio de 2020.

## Argumento
Florencia, año 1506. Arte Spalletti es la única hija de una familia florentina noble pero decadente que, desde la infancia, mostró un especial amor y propensión a la pintura. Sin embargo, cuando su padre, el único que la había alentado y apoyado en sus pasiones, muere repentinamente, su madre la obliga a apartar su amor por las artes y encontrar a un joven noble para casarse lo antes posible a fin de salvar a los Spalletti de la ruina.

## Personajes
Arte (アルテ Arute?)
 Seiyū: Mikako Komatsu
La única hija de la familia Spalletti, enamorada del dibujo desde temprana edad, pudo cultivar libremente su pasión gracias a su padre, que no dejó de proporcionarle algunos de los mejores maestros de Florencia. Cuando su padre muere, y no queriendo ceder a la moral de la época que relega a las mujeres al tálamo y al cuidado de la casa, decide continuar persiguiendo sus sueños y abandona el hogar familiar (así como su refinado estilo de vida). Se mudó a la casa del pintor Leo, del cual se convirtió en aprendiz.
Leo (レオ Reo?)
 Seiyū: Katsuyuki Konishi
Joven pintor con una infancia infeliz y un pasado como mendigo, acepta después de muchas dudas de tomar a Arte como su aprendiz, sobre todo porque en ella se ve a sí mismo cuando decidió seguir su vocación a expensas de sus humildes orígenes. Modesto y de pocas palabras, pero con notable talento, a lo largo de los años ha logrado entrar en las buenas gracias de algunos de los exponentes más conocidos de la nobleza florentina.
Verónica (ヴェロニカ Veronika?)
 Seiyū: Sayaka Ohara
Una cortesana rica, bella y pragmática, la mujer más deseada en Florencia, con una multitud interminable de admiradores y pretendientes. Le gusta Arte desde su primer encuentro, hasta el punto de encargarle su propio retrato, que luego se convierte en la obra debut de la joven pintora. Más tarde, las dos se hacen buenas amigas, tanto que Verónica hará uso de sus contactos en la nobleza florentina para facilitar el trabajo de Arte en varias ocasiones.
Ubertino (ウベルティーノ Uberutīno?)
Un rico comerciante de lana, también con intereses en el sistema bancario y en las esferas de poder de Florencia. Conoció a Leo cuando todavía era un aprendiz y desde entonces le ha encargado innumerables pinturas y otras obras con las que embellece su lujosa villa.
Angelo (アンジェロ Anjero?)
 Seiyū: Junya Enoki
Un joven aprendiz de escultor que proviene de una familia relativamente rica, pero se vio obligado a ir a trabajar en el taller de artesanos para ayudar a ahorrar el dinero necesario para pagar la dote de sus cinco hermanas.
Yuri (ユーリ Yūri?)
 Seiyū: Kohsuke Toriumi 
Un noble veneciano y comerciante experto, se encontró accidentalmente con Arte después de visitar a Verónica durante una visita a Florencia. Perplejo por el talento y el carácter decisivo de Arte, le propuso que fuera a Venecia para convertirse en la pintora familiar y en la tutora de su sobrina, trabajo que la niña acepta para deshacerse del sufrimiento mental causado por el enamoramiento con su maestro.
katarina (カタリーナ Katarīna?)
 Seiyū: Mao Ichimichi
La hija mayor de Marco y Sofía dei Faliero, una familia de comerciantes nobles y una de las más antiguas de Venecia. Arte es convocada a Venecia para ser su institutriz, descubriendo muy pronto que la niña es una verdadera plaga, que a lo largo de los años ha logrado ahuyentar a todos los maestros que la precedieron. Secretamente apasionada por la cocina, por lo general sale a escondidas de la casa y organiza suntuosos banquetes para los habitantes menos favorecidos de la ciudad, todo con la complicidad silenciosa del tío Yuri y parte de los sirvientes. Sin el conocimiento de su padre, en realidad es el resultado de una relación extramarital mantenida por Sofía con el propio Yuri.
Dacha (ダーチャ Dācha?)
 Seiyū: Kiyono Yasuno

## Contenido de la obra

### Manga
Kei Ōkubo lanzó Arte en el número de diciembre de 2013 de la revista Gekkan Comic Zenon de la editorial Tokuma Shoten, publicado el 25 de octubre del mismo año. La serialización concluyó el 25 de abril de 2025, y han sido lanzados un total de veintiuno tomos recopilatorios entre el 19 de abril de 2014 y el 20 de agosto de 2025.

#### Lista de volúmenes
| N.º | Fecha de lanzamiento    | ISBN original          |
| --- | ----------------------- | ---------------------- |
| 1   | 19 de abril de 2014     | ISBN 978-4-19-980203-4 |
| 2   | 20 de noviembre de 2014 | ISBN 978-4-19-980242-3 |
| 3   | 20 de junio de 2015     | ISBN 978-4-19-980275-1 |
| 4   | 20 de noviembre de 2015 | ISBN 978-4-19-980309-3 |
| 5   | 20 de junio de 2016     | ISBN 978-4-19-980348-2 |
| 6   | 20 de enero de 2017     | ISBN 978-4-19-980391-8 |
| 7   | 20 de julio de 2017     | ISBN 978-4-19-980431-1 |
| 8   | 20 de enero de 2018     | ISBN 978-4-19-980473-1 |
| 9   | 20 de julio de 2018     | ISBN 978-4-19-980504-2 |
| 10  | 19 de enero de 2019     | ISBN 978-4-19-980544-8 |
| 11  | 20 de julio de 2019     | ISBN 978-4-19-980582-0 |
| 12  | 20 de enero de 2020     | ISBN 978-4-19-980611-7 |
| 13  | 20 de abril de 2020     | ISBN 978-4-86720-015-5 |
| 14  | 20 de enero de 2021     | ISBN 978-4-86720-191-6 |
| 15  | 20 de agosto de 2021    | ISBN 978-4-86-720256-2 |
| 16  | 19 de marzo de 2022     | ISBN 978-4-86-720315-6 |
| 17  | 18 de noviembre de 2022 | ISBN 978-4-86-720441-2 |
| 18  | 19 de agosto de 2023    | ISBN 978-4-86-720533-4 |
| 19  | 19 de abril de 2024     | ISBN 978-4-86-720636-2 |
| 20  | 19 de octubre de 2024   | ISBN 978-4-86-720697-3 |
| 21  | 20 de agosto de 2025    | ISBN 978-4-86-720795-6 |

### Anime
La adaptación al anime fue anunciada por Tokuma Shoten el 19 de julio de 2019. La serie es animada por Seven Arcs y dirigida por Takayuki Hamana, con guiones de Reiko Yoshida y diseño de personajes de Chieko Miyakawa. Gorō Itō está a cargo de la composición de la música. Fue estrenada el 4 de abril de 2020 en Tokyo MX, BS Fuji y ytv. Maaya Sakamoto interpreta el tema de apertura Clover, mientras que Kiyono Yasuno interpreta el tema de cierre Hare Moyō.